# Олексинці (Чортківський район)
Оле́ксинці — село в Україні, Тернопільська область, Чортківський район, Більче-Золотецька сільська громада. Розташоване на річці Серет, на півдні району.
Було центром колишньої сільради
Населення — 1073 особи (2001).
Біля села є печера «Мушкарова яма» (довжина 6200 м).

## Географія
Село розташоване на відстані 383 км від Києва, 100 км — від обласного центру міста Тернополя та 18 км від міста Борщів.

## Історія
Перша писемна згадка — 19 серпня 1448. Назва, ймовірно, походить від імені Олекса.
Діяли «Просвіта», «Луг», «Сільський господар» та інші товариства, кооператива.
До 19 липня 2020 р. належало до Борщівського району.
З 12 вересня 2016 р. належить до Більче-Золотецької сільської громади.

## Населення
Згідно з переписом УРСР 1989 року чисельність наявного населення села становила 1169 осіб, з яких 493 чоловіки та 676 жінок.
За переписом населення України 2001 року в селі мешкало 1097 осіб.

### Мова
Розподіл населення за рідною мовою за даними перепису 2001 року:
| Мова       | Відсоток |
| ---------- | -------- |
| українська | 99,44 %  |
| молдовська | 0,28 %   |
| російська  | 0,28 %   |

## Релігія
- церква святителя Миколая Чудотворця (1890, мурована, ПЦУ),
- церква Перенесення мощей святого Миколая (УГКЦ).

## Пам'ятники
Споруджено пам'ятник воїнам-односельцям, полеглим у німецько-радянській війні (1974); встановлено пам'ятні хрести на честь скасування панщини та полеглим односельцям під час 1-ї світ. війни (відновлено 1992), насипана символічна могила УСС (1991).

## Соціальна сфера
Працюють ЗОШ 1-2 ступенів, бібліотека, ФАП.

## Відомі люди

### Народилися
- Ірина Ґайовська — громадська діячка в Канаді.
- Николин Василь — керівник Віньковецького надрайонного проводу ОУН.
- Богдан Соколовський — дипломат, політичний діяч.
- Марія Короташ — інфлюенсер, life-style блогер, лідер думок.
- Зиґмунт Савчинський — галицький громадський діяч, педагог, публіцист[9];

## Галерея

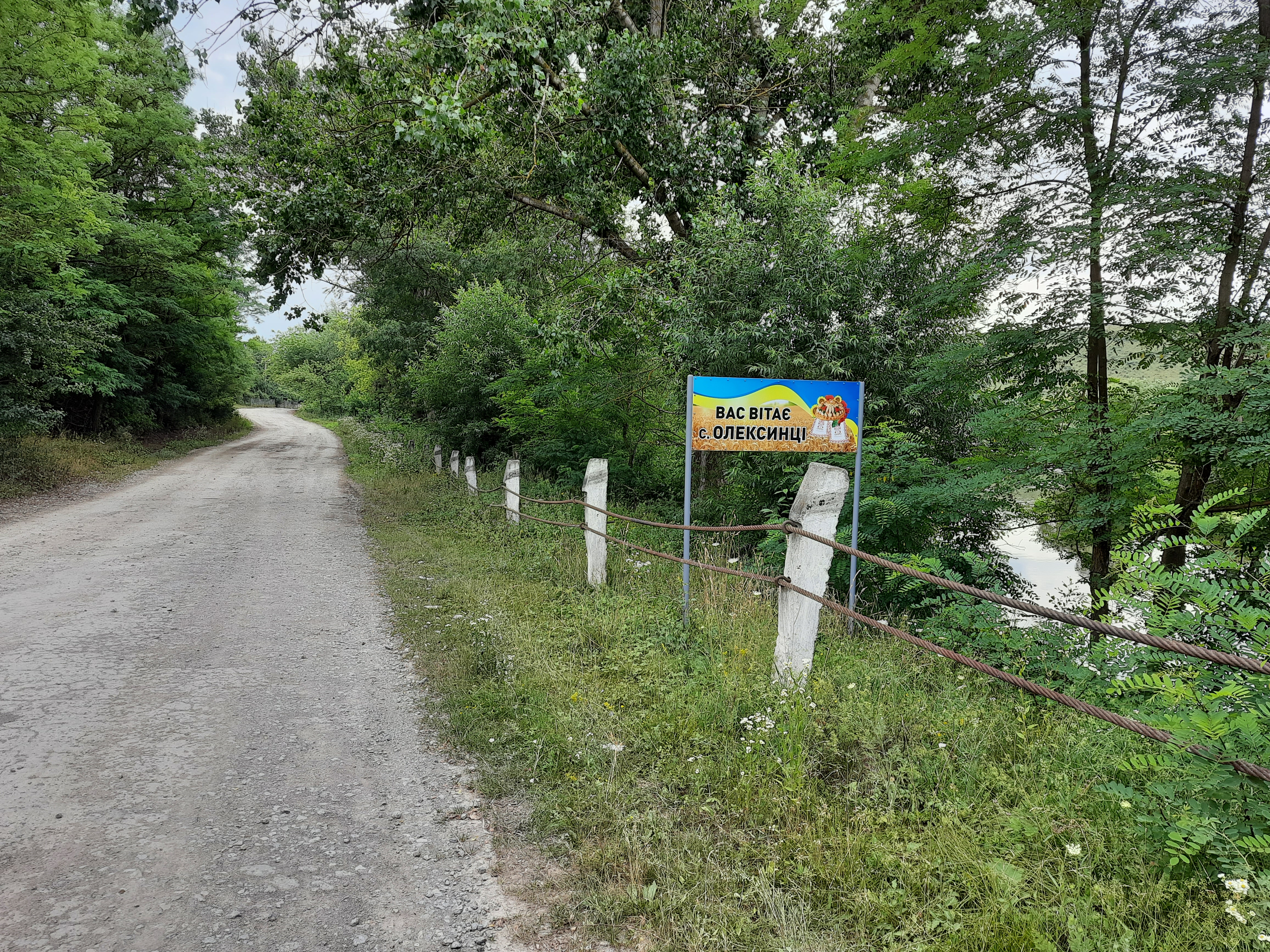
В'їзд у село
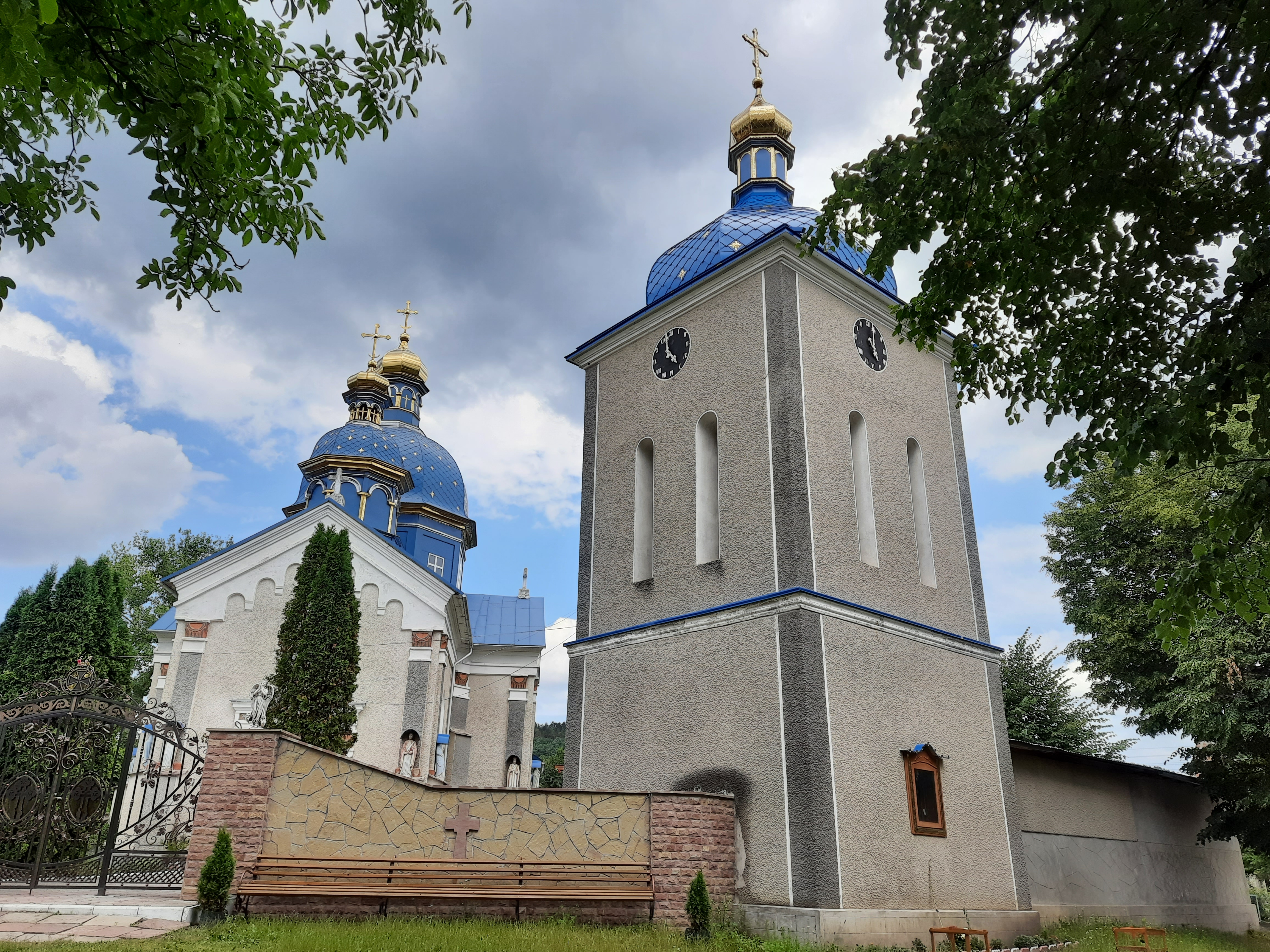
Церква святителя Миколая Чудотворця (1890)
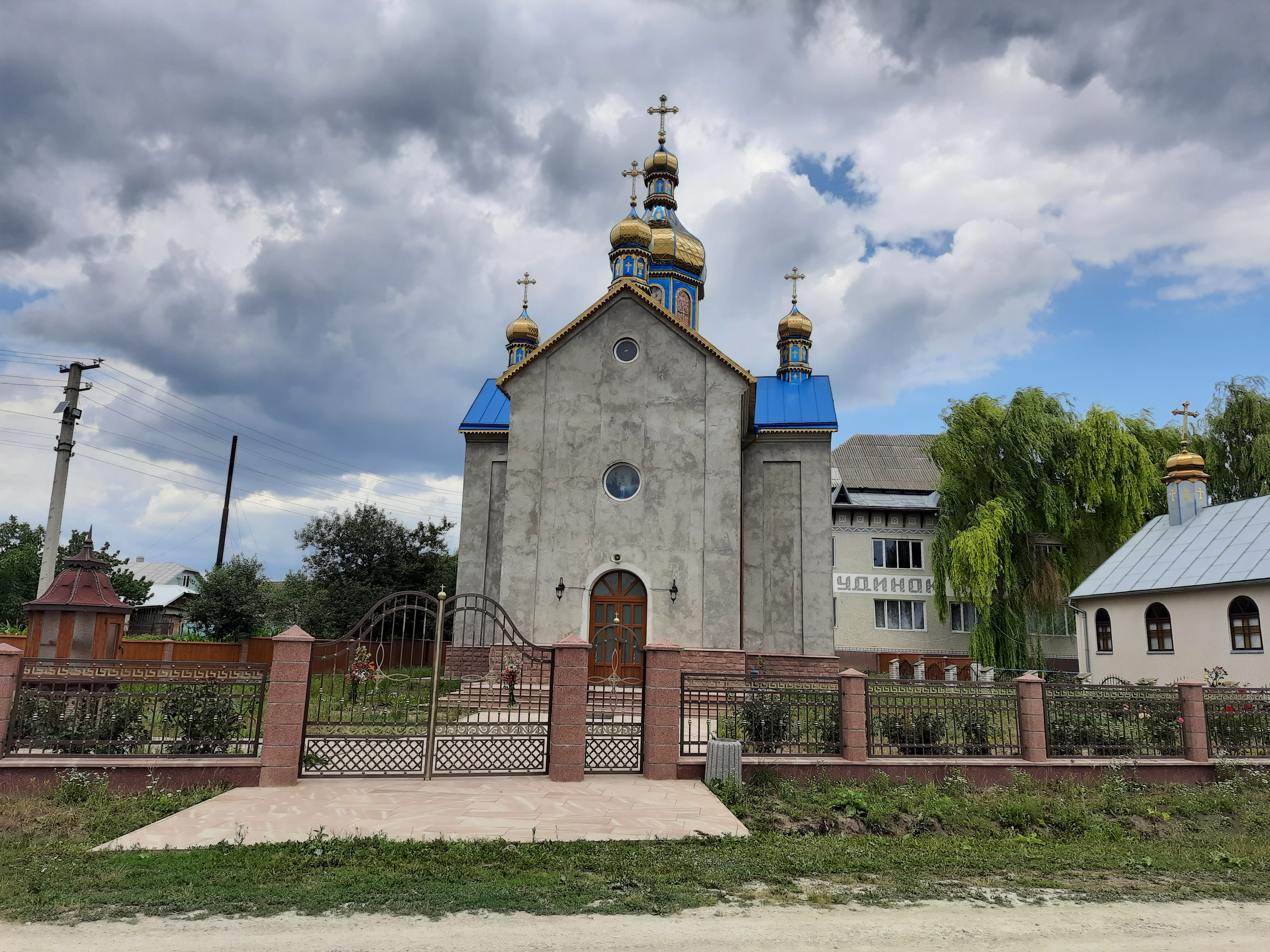
Церква Перенесення мощей Святого Миколая (2021)
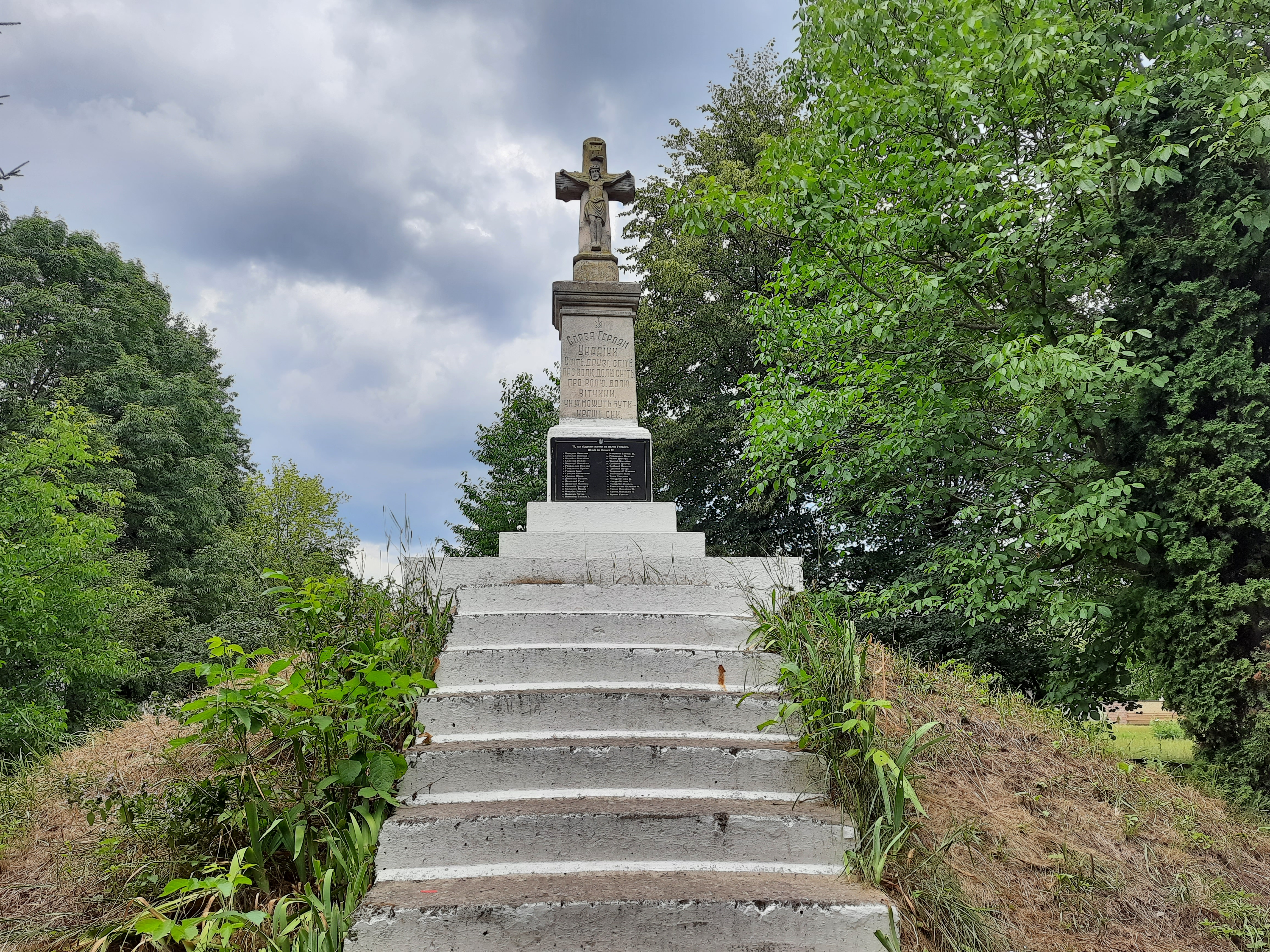
Символічна могила захисникам України (1991)
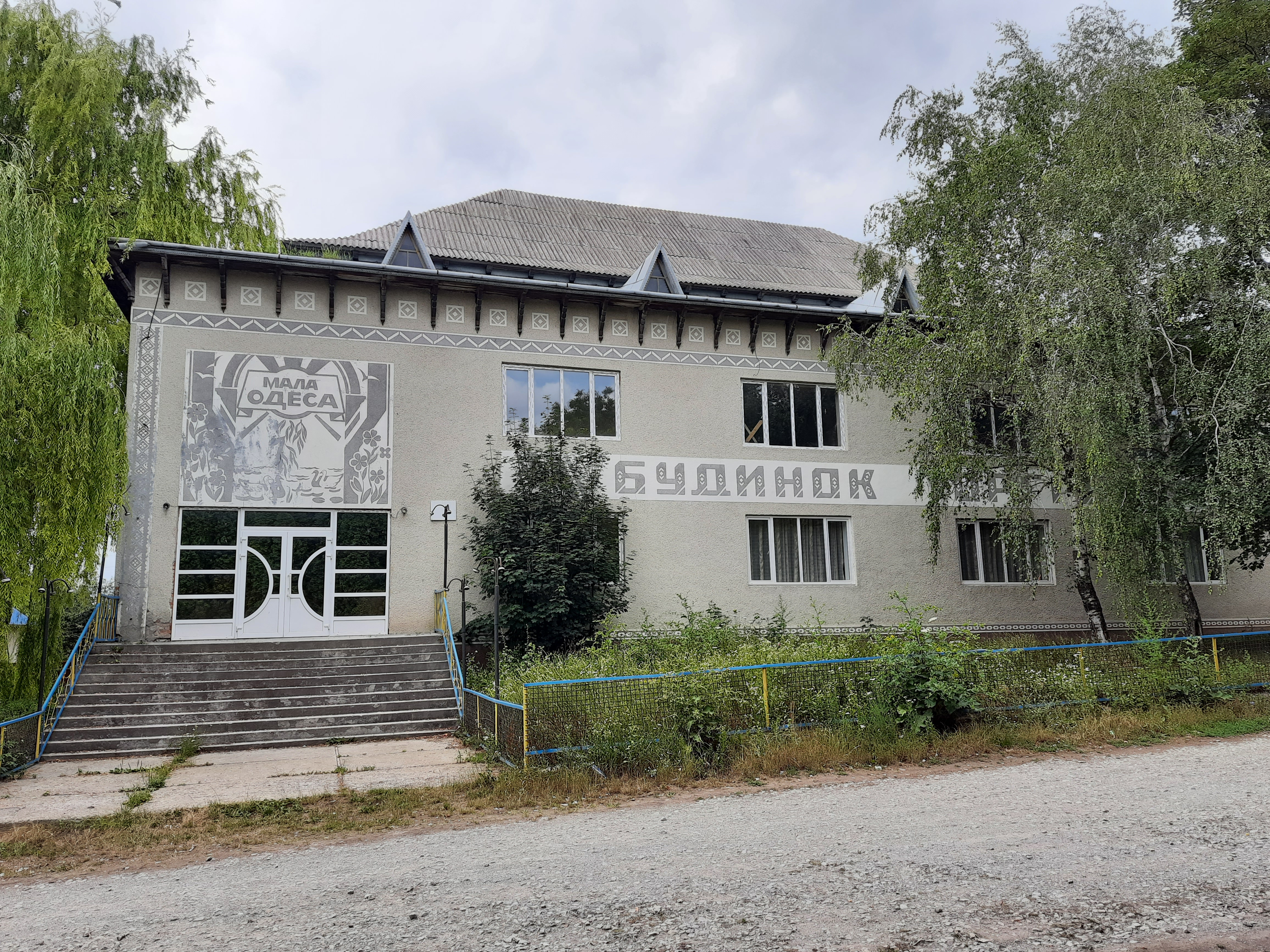
Будинок культури